# Toothpick
Toothpick is een Vlaamse misdaadfilm uit 2002 van R. Kan Albay met Koen Venken, Brahm Shah, e.a.
In 2002 opende dit gangsterdrama het Filmfestival van Antwerpen.